# NGC 1644
NGC 1644 (другое обозначение — ESO 84-SC30) — шаровое звёздное скопление в созвездии Золотой Рыбы, расположенное в Большом Магеллановом Облаке. Открыто Джеймсом Данлопом в 1826 году. Описание Дрейера: «тусклый, маленький объект круглой формы, более яркий в середине». 
Возраст скопления составляет 1,55 миллиарда лет; оно не проявляет признаков аномального расширения или бимодальности на диаграмме Герцшпрунга — Рассела вблизи точки поворота главной последовательности, в отличие от большинства скоплений Большого Магелланова Облака, в которых размытость или раздвоение точки поворота свидетельствует о неоднородности звёздного населения в них.
Этот объект входит в число перечисленных в оригинальной редакции «Нового общего каталога».